# Хуламо-Безенгиевский район
Хуламо-Безенгиевский район — административный район в составе Кабардино-Балкарской АССР.
Административный центр — село Бабугент.

## География
Хуламо-Безенгиевский район располагался в горной зоне республики и занимал земли к югу от города Нальчик до Безенгийской стены. Основная часть района располагалось в Хуламо-Безенгиевском ущелье республики.

## История
Хуламо-Безенгиевский район был образован в 28 февраля 1939 года в результате разукрупнения Черекского района. В его состав были включены 7 сельсоветов.
29 мая 1944 года район был упразднён в связи с депортацией балкарского народа (являвшегося основообразующим этносом района) в Среднюю Азию. Территория же упразднённых Хуламо-Безенгиевского и Черекского районов были объединены в Советский район.

## Административное деление
В состав Хуламо-Безенгиевского района входили:
| № | Сельсоветы                 | Современное состояние                     |
| 1 | Безенгийский сельсовет     | входит в состав Черекского района         |
| 2 | Белореченский сельсовет    | входит в состав городского округа Нальчик |
| 3 | Верхне-Хуламский сельсовет | заброшен и упразднён                      |
| 4 | Кашхатауский сельсовет     | входит в состав Черекского района         |
| 5 | Нижне-Хуламский сельсовет  | заброшен и упразднён                      |
| 6 | Хасаньяевский сельсовет    | входит в состав городского округа Нальчик |
| 7 | Шикийский сельсовет        | заброшен и упразднён                      |

## Население
По переписи 1939 года, в районе проживало 10 532 человека. Из них:
| Народ      | Численность | Доля   |
| балкарцы   | 8 347       | 79,3 % |
| русские    | 1 475       | 14,0 % |
| украинцы   | 216         | 2,1 %  |
| кабардинцы | 192         | 1,8 %  |
| другие     | 302         | 2,8 %  |
| всего      | 10 532      | 100 %  |